# Bystrý potok (Lubina)
Der Bystrý potok, auch Bystrá ist ein rechter Nebenfluss der Lubina in Tschechien.

## Verlauf
Die Bystrý potok entspringt nordöstlich von Pustevny unterhalb des Naturreservates Kněhyně-Čertův mlýn am Westhang der Kněhyně (1257 m) in den Mährisch-Schlesischen Beskiden. Auf seinem Weg nach Nordwesten bildet der Bach zunächst ein tiefes Kerbtal durch das Bergland Radhošťská hornatina. In 740 m.ü.m befindet sich auf diesem Abschnitt der Bystrý vodopád, ein Wasserfall von drei Meter höhe. Zwischen der Velká Stolová (1049 m) und der Noříčí hora (1047 m) fließt der Bystrý potok in das Beskidenvorland (Podbeskydská pahorkatina). Dort liegen entlang seines Laufes die Ortschaften Bystré, Planiska und Frenštát pod Radhoštěm. An der Einmündung der Lomná wird der Bach an der Ortsgrenze zwischen Frenštát pod Radhoštěm und Trojanovice von der Bahnstrecke Frýdek-Místek-Valašské Meziříčí überbrückt. Auf seinem Lauf durch Frenštát pod Radhoštěm wird der Bystrý potok auch als Lomná bezeichnet. Nach 11,5 Kilometern mündet der Bystrý potok am nordwestlichen Stadtrand von Frenštát pod Radhoštěm in die Lubina.

## Zuflüsse
- Murasův potok, Planiska
- Lomná (l), unterhalb Trojanovice